# Андалузький пес
«Андалузький пес» (фр. Un chien andalou) — 16-хвилинний сюрреалістичний німий фільм іспанського режисера Луїса Бунюеля та іспанського художника Сальвадора Далі. Прем'єра: 1928, Кіностудія Урсулинок, Париж. Першопочатково його було випущено до обмеженого показу в Парижі 1929 року, але він став настільки популярним, що залишався в прокаті вісім місяців. Фільм є одним з найвідоміших сюрреалістичних фільмів «авангарду» 1920-х.
У фільмі відсутній сюжет у звичному розумінні. Хронологія фільму розрізнена: так, перехід від першої сцени фр. Il etait une fois (укр. «Колись давно») до другої сцени «Вісім років по тому» відбувається без зміни обставин та персонажів. Загалом, кінематографічна оповідь Бунюеля піддається законам логіки сновидінь, в яких зорові образи змінюються, не піддаючись раціональній логіці та хронологічній послідовності, тому кінокритики, які аналізують фільм, часто користуються термінами популярної в ті роки теорії сновидінь Фройда.
Фактично заперечуючи різноманітні інтерпретації фільму, Бунюель в спогадах зазначав, що єдиним правилом, яким вони з Далі користувались при написанні сценарію, була заборона на «будь-які ідеї або образи, які могли б мати раціональне пояснення». Крім того, він стверджував, що «в фільмі нема нічого, що б символізувало щось. Єдиним методом дослідження символів, можливо, є психоаналіз».
Наступний фільм Бунюеля «Золоте століття» (Âge d'or, 1930 року) вважається стилістичним продовженням «Андалузького пса».

## Фабула
Фільм починається сценою фр. Il etait une fois (рос. «Колись давно»). Чоловік середніх років (Луїс Бунюель) гострить лезо бритви, виходить на балкон, дивиться на повний Місяць, а потім робить лезом надріз на оці дівчини, яка сидить у кріслі. Водночас тонка хмаринка перетинає диск Місяця.

«Моя подруга любить ніжність легких розрізів скальпеля на випуклості зіниці»…
Сальвадор Далі.

«Бунюель сам розповідав мені, що цей епізод вигадав Далі, якому він був безпосередньо підказаний справжнім баченням вузької та довгої хмаринки, яка прорізала місячний диск».
Жорж Батай.

Далі ми бачимо руку з діркою, з якої виповзають мурахи; відірвану кисть руки; чоловіка, який тягне за собою два роялі з напіврозкладеними мертвими віслюками та двома прив'язаними до рояля священиками; людину, яка стріляє в іншу людину; жінку, яка перекочує бруківкою відрубану руку тощо. Всі ці образи до кінця фільму так і не складаються в щось подібне до сюжету, залишаючись загадковими та невизначеними.

## В ролях
- Луїс Бунюель — Чоловік в прологові
- Сальвадор Далі — Молодий чоловік на пляжі (в кінці фільму)
- Сімона Марейль — Дівчина
- П'єр Батчефф — Чоловік

П'єр Батчефф та Сімона Марейль в різний час покінчили життя самогубством. Марейль підпалила себе 1954 року, Батчефф помер від передозування вероналом 1932 року.

## Виробництво
В основі сценарію фільму «Андалузький пес» лежать два сновидіння його творців Луїса Бунюеля та Сальвадора Далі. 
«Андалузькими псами» в Студентській резиденції насмішкувато називали південців; прізвисько означало: слинько, матусин синок, нездара, тюхтій тощо.
Фільм містить алюзії на твори кількох письменників того часу, в тому числі на поезії Федеріко Гарсія Лорки та роман Хуана Рамона Хіменеса «Платеро та я» (ісп. Platero y yo, 1914), який творці фільму дуже не любили.
Для зйомок епізоду з надрізом бритвою ока дівчини використовувалось око мертвого віслюка, одного з тих, що лежали на роялях в одній з наступних сцен.
1960 року Бунюель додав до фільму саундтрек — музику з опери Вагнера «Трістан та Ізольда» та два аргентинських танго. Цю ж музику грав грамофон під час прем'єрних показів фільму.

## Критика
На прем'єрі фільму в Парижі 1928 року в Луїса Бунюеля було припасено повні кишені каменів, аби на випадок скандалу мати можливість відбитися від розлючених глядачів. Переживання режисера виявились даремними.
Фільм не проходить тест Бекдел.